# Tal Banin
Tal Banin (hebr. טל בנין, ur. 7 marca 1971 w Kirjat Chajim) – izraelski piłkarz grający na pozycji pomocnika. W swojej karierze rozegrał 78 meczów w reprezentacji Izraela i strzelił w nich 13 goli. Od 2012 roku jest trenerem Maccabi Netanja.

## Kariera klubowa
Karierę piłkarską Banin rozpoczynał w klubie Hapoel Hajfa. W sezonie 1987/1988 zadebiutował w nim w pierwszej lidze izraelskiej. W Hapoelu występował przez dwa lata i w 1989 roku odszedł do innego klubu z Hajfy, Maccabi. W sezonie 1990/1991 wywalczył z Maccabi dublet - mistrzostwo oraz Puchar Izraela. W sezonie 1992/1993 ponownie grał w Hapoelu Hajfa.
W 1993 roku Banin został zawodnikiem AS Cannes. W klubie tym spędził sezon przyczyniając się do zajęcia 6. miejsca w lidze francuskiej, najwyższego w historii klubu.
W 1994 roku Banin wrócił do Izraela, do Hapoelu. W 1997 roku ponownie zmienił klub. Wyjechał do Włoch i stał się podstawowym zawodnikiem pierwszoligowej Brescii Calcio. W 1998 roku spadł z Brescią do Serie B i w drugiej lidze spędził dwa sezony.
W 2000 roku Banin podpisał kontrakt z Maccabi Tel Awiw. W 2001 i 2002 roku zdobył z nim Puchar Izraela, a w sezonie 2002/2003 wywalczył mistrzostwo kraju. W sezonie 2003/2004 występował w klubie Bene Jehuda Tel Awiw, a w sezonie 2004/2005 - w Beitarze Jerozolima. Karierę piłkarską kończył po sezonie 2005/2006 jako zawodnik Maccabi Netanja.
| Sezon   | Klub                 | Kraj    | Rozgrywki   | Mecze | Bramki |
| ------- | -------------------- | ------- | ----------- | ----- | ------ |
| 1987/88 | Hapoel Hajfa         | Izrael  | Liga Leumit | 17    | 2      |
| 1988/89 | Hapoel Hajfa         | Izrael  | Liga Leumit | 27    | 5      |
| 1989/90 | Maccabi Hajfa        | Izrael  | Liga Leumit | 32    | 5      |
| 1990/91 | Maccabi Hajfa        | Izrael  | Liga Leumit | 31    | 4      |
| 1991/92 | Maccabi Hajfa        | Izrael  | Liga Leumit | 27    | 8      |
| 1992/93 | Maccabi Hajfa        | Izrael  | Liga Leumit | 29    | 8      |
| 1993/94 | AS Cannes            | Francja | Ligue 1     | 23    | 2      |
| 1994/95 | Hapoel Hajfa         | Izrael  | Liga Leumit | 29    | 8      |
| 1995/96 | Hapoel Hajfa         | Izrael  | Liga Leumit | 26    | 7      |
| 1996/97 | Hapoel Hajfa         | Izrael  | Liga Leumit | 19    | 4      |
| 1997/98 | Brescia Calcio       | Włochy  | Serie A     | 26    | 1      |
| 1998/99 | Brescia Calcio       | Włochy  | Serie B     | 29    | 0      |
| 1999/00 | Brescia Calcio       | Włochy  | Serie B     | 26    | 0      |
| 2000/01 | Maccabi Tel Awiw     | Izrael  | Ligat ha’Al | 27    | 8      |
| 2001/02 | Maccabi Tel Awiw     | Izrael  | Ligat ha’Al | 25    | 1      |
| 2002/03 | Maccabi Tel Awiw     | Izrael  | Ligat ha’Al | 27    | 2      |
| 2003/04 | Bene Jehuda Tel Awiw | Izrael  | Ligat ha’Al | 21    | 0      |
| 2004/05 | Beitar Jerozolima    | Izrael  | Ligat ha’Al | 12    | 1      |
| 2005/06 | Maccabi Netanja      | Izrael  | Ligat ha’Al | 26    | 1      |

## Kariera reprezentacyjna
W reprezentacji Izraela Banin zadebiutował 19 maja 1990 roku w wygranym 3:2 towarzyskim meczu ze Związkiem Radzieckim, rozegranym w Ramat Gan. W debiucie zdobył gola. W swojej karierze grał między innymi w: eliminacjach do MŚ 1994, Euro 96, MŚ 1998, Euro 2000, MŚ 2002 i Euro 2004. Od 1990 do 2003 roku rozegrał w kadrze narodowej 78 meczów i strzelił w nich 13 goli.

## Kariera trenerska
Po zakończeniu kariery piłkarskiej Banin został trenerem. W latach 2008–2010 był selekcjonerem reprezentacji Izraela U-17, a w latach 2010–2011 był asystentem selekcjonera dorosłej reprezentacji, Luisa Fernándeza. Następnie od 2011 do 2012 roku prowadził Hapoel Hajfa, a w 2012 roku został szkoleniowcem Maccabi Netanja.